# Rheobates palmatus
Rheobates palmatus (Werner, 1899) è un anfibio anuro, appartenente alla famiglia Aromobatidae.

## Distribuzione e habitat
È endemica della Colombia. Si trova sulla Cordigliera Orientale (entrambe le pendici), sul pendio orientale della Cordigliera Centrale, e sulla Serranía de La Macarena ad un'altitudine di 350-2500 m.